# Bychapura, Magadi
Bychapura là một làng thuộc tehsil Magadi, huyện Ramanagara, bang Karnataka, Ấn Độ.